# اچ‌ام‌سی‌اس کبک (سی۶۶)
اچ‌ام‌سی‌اس کبک (سی۶۶) (به انگلیسی: HMCS Quebec (C66)) یک کشتی است که طول آن 169.3 m (555.5 ft) می‌باشد. این کشتی در سال ۱۹۴۱ ساخته شد.